# Леру (округ, Кентуккі)
Шаблон:StateAbbr_ 37°34′36″ пн. ш. 85°41′12″ зх. д. / 37.576666666667° пн. ш. 85.686666666667° зх. д.
Округ  Леру (англ. Larue County) — округ (графство) у штаті  Кентуккі, США. Ідентифікатор округу 21123.

## Історія
Округ утворений 1843 року.

## Демографія
За даними перепису 
2000 року 
загальне населення округу становило 13373 осіб, зокрема міського населення було 3058, а сільського — 10315.
Серед мешканців округу чоловіків було 6529, а жінок — 6844. В окрузі було 5275 домогосподарств, 3866 родин, які мешкали в 5860 будинках.
Середній розмір родини становив 2,94.
Віковий розподіл населення поданий у таблиці:
| Стать    | До 15 років | 15-21 | 22-29 | 30-39 | 40-49 | 50-65 | 65-85 | Понад 85 |
| -------- | ----------- | ----- | ----- | ----- | ----- | ----- | ----- | -------- |
| Чоловіки | 1375        | 656   | 577   | 954   | 1024  | 1099  | 776   | 68       |
| Жінки    | 1337        | 624   | 569   | 992   | 999   | 1160  | 993   | 170      |

## Суміжні округи
- Нелсон — північний схід
- Меріон — схід
- Тейлор — південний схід
- Ґрін — південь
- Гарт — південний захід
- Гардін — північний захід

## Виноски
1. ↑  Long J. H. Atlas of Historical County Boundaries — [Chicago, Illinois]: The Newberry Library, 2010.
2. ↑  U.S. Decennial Census. United States Census Bureau. Архів оригіналу за 19 липня 2018. Процитовано 17 серпня 2014.
3. ↑  Historical Census Browser. University of Virginia Library. Архів оригіналу за 11 серпня 2012. Процитовано 17 серпня 2014.
4. ↑  Population of Counties by Decennial Census: 1900 to 1990. United States Census Bureau. Архів оригіналу за 13 жовтня 2014. Процитовано 17 серпня 2014.
5. ↑  Census 2000 PHC-T-4. Ranking Tables for Counties: 1990 and 2000 (PDF). United States Census Bureau. Архів оригіналу (PDF) за 18 грудня 2014. Процитовано 17 серпня 2014.
6. ↑  State & County QuickFacts. United States Census Bureau. Архів оригіналу за 13 липня 2011. Процитовано 6 березня 2014.(англ.) Наведено за англійською вікіпедією.
7. ↑  American FactFinder. Бюро перепису населення США. Архів оригіналу за 26 лютого 2012. Процитовано 31 січня 2008.

| США | Це незавершена стаття з географії США. Ви можете допомогти проєкту, виправивши або дописавши її. |